# ウィンズスコア
株式会社ウィンズスコア（Winds Score Inc.）は、東京都渋谷区に本社を置く日本の楽譜出版社。

## 概要
出版の柱は吹奏楽の楽譜。J-POP曲をはじめ、洋楽や演歌などポップスを、吹奏楽譜として出版している。編曲は、日本の吹奏楽界でプロとして活躍する作編曲家を起用。現在の代表は第66回（2018年）全日本吹奏楽コンクール課題曲『コンサート・マーチ「虹色の未来へ」』を作曲した郷間幹男。
- 2007年6月より、吹奏楽では初のマキシシングルCD「ラブ・ポップ・ウィンズ」シリーズをリリース。
- 2008年より、ベルギー最大手の楽譜出版社メトロポリス音楽出版と業務提携を開始。
- 2009年にはシエナ・ウインド・オーケストラとタイアップし、大きな話題を呼んだ。